# Угонщица
«Угонщица» —  третий студийный альбом российской певицы Ирины Аллегровой, выпущенный в 1994 году на лейбле Jeff Records.

## Об альбоме
Данным альбомом певица продолжает свою трансформацию. В этот раз на посту поэта-песенника и композитора Игоря Николаева сменила целая плеяда авторов, включая Ларису Рубальскую, Виктора Чайку, Игоря Крутого, Римму Казакову.
Один из главных хитов с альбома, одноимённая песня, изначально не предполагалась для исполнения Аллегровой. Композитор Виктор Чайка первоначально принёс её Алёне Апиной, однако её забраковал продюсер Александр Иратов. Для Аллегровой же он написал песню «Сквозняки», которую и пришёл показывать, но тогда же наиграл и «Угонщицу». Аллегрова просила спеть её свою дочь Лалу, однако услышав, сразу сказала, что хочет исполнять её сама. Чайка сразу поставил условие, что песня будет танцевальной, а не «полушансонном стиле». По его словам, если бы песня звучала как «конченая русская попса», «Угонщица» бы так долго не прожила.
Другим хитом на альбоме стала песня «Войди в меня», которая получила статус скандальной. Текст песни был для того времени довольно вызывающим: «Войди в меня, войди в мои сны, войди в мои сны, они так влажны… Войди в мой зной, я хочу быть с тобой…», а между куплетами певица характерно постанывает, не оставляя слушателю вопросов о том, о чём на самом деле песня. Не менее провокационным был и видеоклип, снятый режиссёром Тиграном Кеосаяном. В клипе Аллегрова гуляет по старинному музею, где на её глазах оживают картины и статуи и начинают заниматься друг с другом соитием. 
Для альбома была также записана песня на стихи Марины Цветаевой — «Я тебя отвоюю». Клип был тоже снят Кеосаяном. В нём Аллегрова предстаёт в образе Марии Магдалины — данные обстоятельства вызвали повышенное внимание и неоднозначную оценку общественности и музыкальной критики к клипу и к трактовке режиссёром канонического сюжета.

## Отзывы и признание
Музыкальный журналист Александр Горбачёв в книге «Не надо стесняться. История постсоветской поп-музыки в 169 песнях» записывает альбом в период, названный им николаевский «ларёчный синтезаторный наив» в творчестве Аллегровой. По его мнению, самым ярким представителем такого периода здесь является песня «Привет, Андрей!», а также «странный эротический R’n’B „Войди в меня“ в духе полуночных телеэфиров для взрослых». Особенно же он выделил из «корпуса классических мемоёмких хитов» Аллегровой 90-х — «Угонщицу». Как он пишет, с одной стороны, это «боевой гимн сильной женщины, которая берет власть в свои руки и открыто ломает традиционные общественные структуры», а с другой — «она все равно это делает ради мужчины».
В газете «Комсомольская правда» при составлении списка лучших песен Аллегровой, также не забыли упомянуть и «Угонщицу» как «абсолютный must, без которого не обойдется ни один приличный корпоратив». Всё в том же списке значатся ещё песни с альбома: «Привет, Андрей», «Войди в меня» и «Я тебя отвоюю», «от которой мурашки»
Песни «Над пропастью во ржи», «Золото любви» и «Безответная любовь» были отмечены дипломами на фестивале «Песня года».
С 2017 года в эфире телеканала «Россия» выходит ток-шоу «Привет, Андрей!» с Андреем Малаховым, названная в честь одноимённой песни с альбома. В начальных титрах также используется ремикс песни.

## Список композиций
| №                   | Название               | Текст песни         | Музыка              | Длительность |
| ------------------- | ---------------------- | ------------------- | ------------------- | ------------ |
| 1.                  | «Угонщица»             | Лариса Рубальская   | Виктор Чайка        | 4:04         |
| 2.                  | «Сквозняки»            | Лариса Рубальская   | Виктор Чайка        | 4:28         |
| 3.                  | «Сама»                 | Виктор Чайка        | Виктор Чайка        | 3:49         |
| 4.                  | «Над пропастью во ржи» | Игорь Николаев      | Игорь Крутой        | 4:42         |
| 5.                  | «Ключи»                | Лариса Рубальская   | Вячеслав Добрынин   | 3:37         |
| 6.                  | «Войди в меня»         | Игорь Николаев      | Игорь Николаев      | 4:42         |
| 7.                  | «Ты мне нужен»         | Римма Казакова      | Игорь Крутой        | 3:54         |
| 8.                  | «Золото любви»         | Игорь Николаев      | Игорь Крутой        | 3:51         |
| 9.                  | «Нежданный гость»      | Юрий Гарин          | Игорь Крутой        | 3:08         |
| 10.                 | «Я тебя отвоюю»        | Марина Цветаева     | Игорь Крутой        | 5:37         |
| 11.                 | «Безответная любовь»   | Римма Казакова      | Игорь Крутой        | 4:10         |
| 12.                 | «Привет, Андрей»       | Игорь Николаев      | Игорь Николаев      | 4:03         |
| Общая длительность: | Общая длительность:    | Общая длительность: | Общая длительность: | 50:05        |